# Hans-Günter Naumann
Hans-Günter Naumann (* 28. Oktober 1935 in Rathenow; † 26. September 2010 in München) war ein deutscher Volkswirt und Politiker (SPD).
Nach der Zerstörung seiner Heimatstadt zog Naumann nach Oppach in Sachsen und später nach Braunschweig um, wo er 1955 sein Abitur machte. Danach studierte er Wirtschaftswissenschaften in Wien und München und war nach dem Examen als Diplom-Volkswirt in München Mitarbeiter des damaligen SPD-Landesvorsitzenden Waldemar von Knoeringen und später wissenschaftlicher Assistent an der vom Bayerischen Landtag geschaffenen Akademie für Politische Bildung in Tutzing.
Im Jahr 1961 wurde Naumann Mitglied der SPD. Von 1969 bis 1978 war er Geschäftsführer des „Münchner Forum e.V.“. Von 1970 bis 1994 war er Mitglied des Bayerischen Landtags, zeitweise wurde er direkt gewählt. Von 1982 bis 1992 war er Vorsitzender der Münchner SPD. Ferner war er Gastdozent an mehreren Akademien der Politischen Bildung und Verfasser von Abhandlungen zu wirtschaftspolitischen und politikwissenschaftlichen Themen. Naumann lebte in Unterhaching.